# Vardenik (montagne)
Pour l’article homonyme, voir Vardenik.
Le mont Vardenik (en serbe cyrillique : Варденик) est une montagne du sud-est de la Serbie. Il culmine au pic du Veliki Strešer (ou Veliki Strešar), qui s'élève à 1 874 m, et fait partie des Rhodopes serbes, un prolongement occidental des Rhodopes.

## Géographie
Le mont Vardenik est situé au sud-ouest du lac Vlasina et au sud-est de Vladičin Han et de Surdulica. Il est entouré par les monts Čemernik au nord, Patarica et Dukat au sud, par la Milevska planina à l'ouest, par la Južna Morava à l'est et, au-delà, par les monts Kukavica.

## Géologie
Le mont Vadernik est constitué de roches argileuses.